# Список видов преступности
Виды преступности — это отдельные относительно самостоятельные структурные составляющие преступности, являющиеся предметом изучения криминологов. А. И. Долгова указывает, что криминологами было предложено множество оснований для выделения в общем массиве преступлений неких групп; это выделение может производиться как на основе формальных критериев (пол, возраст, основная мотивация преступника и т. д.), так и исходя из сферы общественной жизни, в которой проявляется преступность, которой она наносит ущерб (экономика, политика, государственное управление).

## Преступность по видам
Обобщив предложенные в учебных пособиях и научных трудах классификации, можно назвать следующие виды преступности, выделяемые криминологами.

### По сфере общественной жизни
По сфере общественной жизни, в которой проявляется преступность и которой она наносит ущерб, выделяются:
Организованная преступность
Политическая преступность
Экономическая преступность
Налоговая преступность
Таможенная преступность
Государственная преступность
Коррупция
Компьютерная преступность
Экологическая преступность
Наркоторговля (криминальный наркотизм)
Преступность на почве ненависти

### По субъекту
В зависимости от признаков личности преступника выделяют следующие виды преступности:
Преступность несовершеннолетних
Преступность военнослужащих
Женская преступность
Преступность мигрантов
Профессиональная преступность
Рецидивная преступность
Беловоротничковая преступность
Синеворотничковая преступность

### По вине и мотивации
По характеристикам вины преобладающей преступной мотивации выделяют следующие виды:
Корыстная преступность
Насильственная преступностьДеяния, связанные с физическим и психическим насилием над личностью или угрозой его применения.
Терроризм
Неосторожная преступность

### По обстоятельствам совершения
В зависимости от обстоятельств, в которых совершается преступное деяние, выделяют следующие виды:
Пенитенциарная преступность
Преступность в экстремальных ситуациях

## Преступность по регионам
Предметом специального анализа может становиться также преступность в отдельных странах и регионах.